# Sinistra Unita (Repubblica Democratica Tedesca)
La Sinistra Unita (in tedesco: Vereinigte Linke) era un'alleanza di vari gruppi d'opposizione di sinistra della Germania dell'Est comprendenti i socialisti cristiani, trotskisti, i sostenitori del sistema titista di  autogestione e alcuni membri del Partito Socialista Unificato di Germania critici nei confronti delle politiche intraprese dal partito.
Fondato il 2 ottobre 1989, dopo poche settimane dalla caduta del muro di Berlino, la Sinistra Unita chiese una riforma del socialismo per rendere lo stato libero e democratico. Alla fine del 1989, il partito contava 1 500 membri concentrati soprattutto a  Berlino Est e a Halle. In contrasto con gli altri gruppi di opposizione della RDT, la Sinistra Unita ricevette un minore appoggio dai governi e partiti occidentali. I problemi organizzativi e le tensioni interne tra le diverse fazioni ideologiche portarono soltanto ad un successo limitato del partito.
Alle prime elezioni libere nella RDT del marzo 1990, la Sinistra Unita si alleò con il Die Nelken, un partito marxista, ma l'alleanza elettorale "Aktionsbündnis Vereinigte Linke" ottenne solo lo 0,18% dei voti ed un solo seggio nella Volkskammer. La Sinistra Unita si dissolse dopo la riunificazione tedesca, ma alcuni membri furono eletti al Bundestag con il Partito del Socialismo Democratico o I Verdi.
| Controllo di autorità | VIAF (EN) 158985709 |